# 백경선
백경선(白景瑄, ? ~ ? )은 고려 후기의 문신이다. 본관은 남포(藍浦)다.

## 일생
신라 간관(新羅 諫官) 백중학(白仲鶴)의 후손으로 좌승선(左承宣)·한림시강학사(翰林侍講學士)·지제고(知制誥)를 지낸 백여주(白汝舟)의 아들이다.
예부낭중(禮部郞中)을 지냈다. 1235년(고종 22) 월남사(月南寺, 전라남도 강진군 성전면 월남리)에  고려 후기의 고승인 진각국사 혜심(眞覺國師 慧諶, 1178년~1234년)의 비를 세울 때 재가제자(在家弟子)로 이름을 올렸다. 아들인 백문절(白文節)이 귀해져서 우복야(右僕射)에 증직되었다.

## 가족 관계
- 조부 : 백광우(白光宇, ? ~ ? ) 병부원외랑(兵部員外郎)
  - 부: 백여주(白汝舟, ? ~ ? ) 좌승선(左承宣)·한림시강학사(翰林侍講學士)·지제고(知制誥) 
    - 아들 : 백문절(白文節, ? ~ 1282년)) 사의대부(司議大夫), 국학대사성(國學大司成)
    - 자부 : 성주 이씨(星州李氏) 이세주(李世柱)의 딸 
      - 손자 : 백이정(白頤正, 1247년 ~ 1323년) : 도첨의평리(都僉議評理)·상의회의도감사(商議會議都監事)·상당군(上黨君), 문헌공(文憲公)
      - 손부 : 구 안동 김씨(舊 安東金氏) 중대광(重大匡) (上洛君) 김순(金恂)의 2녀
      - 손자 : 백효주(白孝珠) 대호군(大護軍)
      - 손부 : 평양 조씨(平壤趙氏) 문하시중(門下侍中) 평양군(平壤君) 조인규(趙仁規, 1237년 ~ 1308년)의 3녀